# Boita-de-bigodes
Boita-de-bigodes, felosa-de-bigodes ou rouxinol-do-capim-de-bigodes (Melocichla mentalis) é uma ave passeriforme, encontrada em vários países da África. Tal espécie de ave mede cerca de 20 cm de comprimento, com dorso violáceo, cauda negra e cabeça marrom.
É a única espécie do género Melocichla.